# Cattenom
Cattenom (Duits: Kattenhofen) (Luxemburgs: Kettenuewen) is een gemeente in het Franse departement Moselle in de regio Grand Est. De gemeente telde 2.593 inwoners op 1 januari 2022.

## Geschiedenis
Op het grondgebied van de gemeente werd tussen 1979 en 1992 een grote kerncentrale gebouwd, de kerncentrale van Cattenom, met vier reactorblokken van elk 1300 MW en een totale capaciteit van 5200 MW, die ongeveer 8% van alle in Frankrijk gebruikte elektrische stroom produceert.

Kerncentrale van Cattenom

Cattenom was de hoofdplaats van het gelijknamige kanton in het arrondissement Thionville-Est. Op 1 januari van dat jaar fuseerden de arrondissementen van Thionville tot het arrondissement Thionville. Toen het kanton op 22 maart 2015 werd opgeheven werden de gemeenten opgenomen in het kanton Yutz.

## Geografie
De oppervlakte van Cattenom bedroeg op 1 januari 2022 25,53 vierkante kilometer; de bevolkingsdichtheid was toen 101,6 inwoners per km².

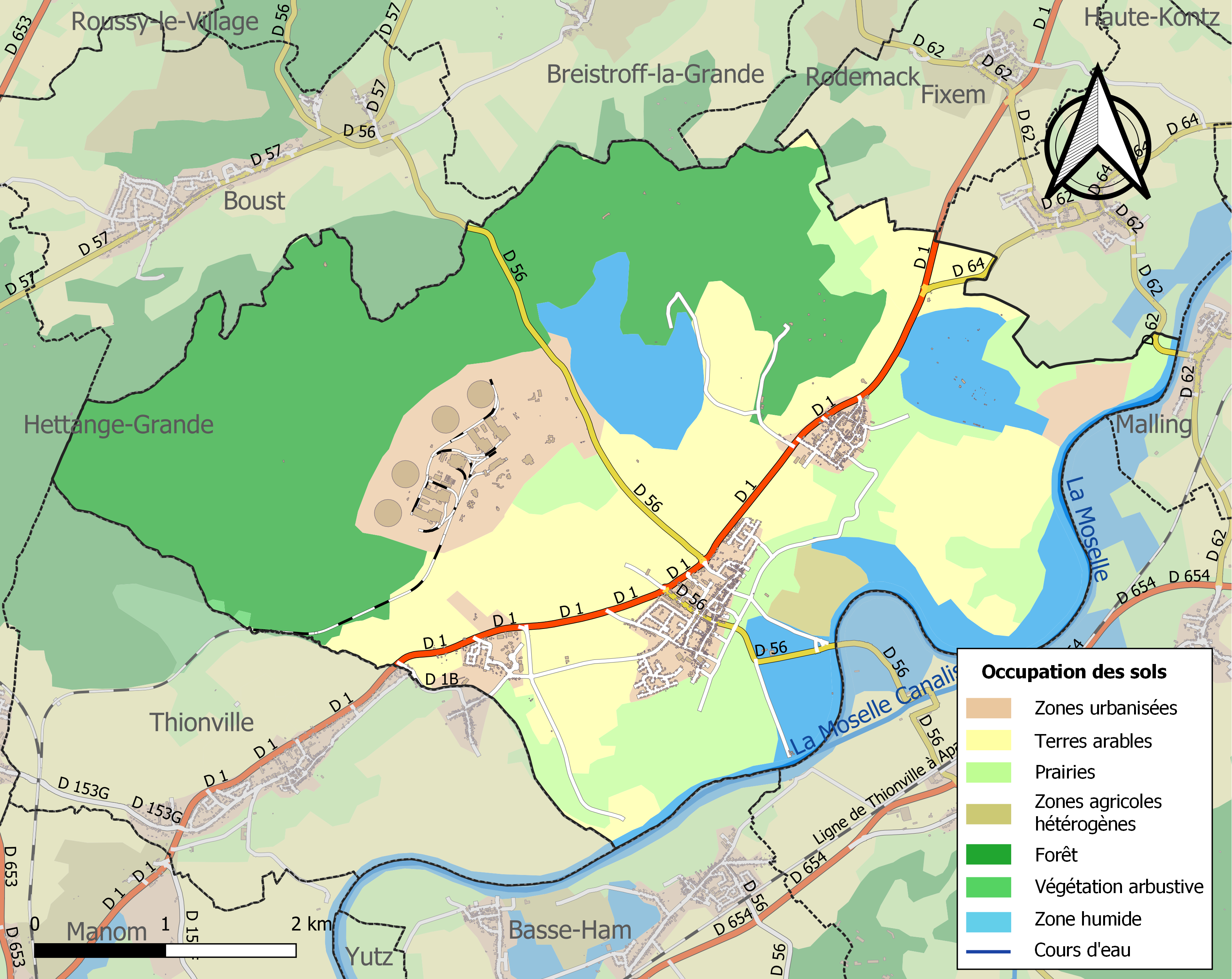
Kaart van de gemeente met de belangrijkste infrastructuur, bodemgebruik en omliggende gemeenten

## Demografie
Onderstaande figuur toont het verloop van het inwonertal.
Basse-Rentgen · Berg-sur-Moselle · Beyren-lès-Sierck · Boust · Breistroff-la-Grande · Cattenom · Entrange · Escherange · Évrange · Fixem · Gavisse · Hagen · Hettange-Grande · Illange · Kanfen · Manom · Mondorff · Puttelange-lès-Thionville · Rodemack · Roussy-le-Village · Thionville (deels) · Volmerange-les-Mines · Yutz · Zoufftgen